# Javanoxenia fransseni
Javanoxenia fransseni är en tvåvingeart som beskrevs av Schmitz 1933. Javanoxenia fransseni ingår i släktet Javanoxenia och familjen puckelflugor. Inga underarter finns listade i Catalogue of Life.